# Enguinegatte
Enguinegatte korábbi község Franciaországban, Pas-de-Calais megyében. Lakosainak száma 445 fő (2018. január 1.). Enguinegatte Mametz, Thérouanne, Delettes, Enquin-les-Mines és Erny-Saint-Julien községekkel határos.
2017. január 1-jén Enquin-les-Mines korábbi községgel egyesült és az így létrejött Enquin-lez-Guinegatte új község része lett.

## Népesség
A település népességének változása:
| Lakosok száma | 465  | 447  | 447  | 445  |
|               | 2013 | 2015 | 2017 | 2018 |